# Camponotus brettesi
Camponotus brettesi es una especie de hormiga del género Camponotus, tribu Camponotini. Fue descrita científicamente por Forel en 1899.
Se distribuye por Colombia, Costa Rica, Ecuador, El Salvador, islas Galápagos, Guatemala, Honduras, México, Nicaragua, Panamá, Trinidad y Tobago y Venezuela. Se ha encontrado a elevaciones de hasta 1060 metros. Vive en microhábitats como troncos de árboles, la vegetación baja y nidos.